# Glypta foutsi
Glypta foutsi är en stekelart som beskrevs av Dasch 1988. Glypta foutsi ingår i släktet Glypta och familjen brokparasitsteklar. Inga underarter finns listade i Catalogue of Life.